# Laura Berg (softball)
Laura Berg, née le 6 janvier 1975 à Santa Fe Springs en Californie, est une joueuse de softball américaine. Quadruple médaillée olympique, trois fois championne en 1996, 2000 et 2004, et une fois finaliste en 2008, la joueuse de champ extérieur est la sportive olympique la plus médaillée du softball. Devenue entraîneuse des États-Unis à la fin de sa carrière, elle est devenue sélectionneuse nationale en avril 2018.

## Biographie
Jeune, Laura Berg est très timide et copie sa sœur Randi. Cette dernière, jouant au softball, lui fait commencer ce sport jeune, à l'âge de 6 ans,. Les deux sœurs jouent à l'Université d'État de Californie à Fresno et étudiante de 21 ans, Laura pense à jouer les Jeux olympiques de 1996 prévus à Atlanta. Sélectionnée lors de ses quatre années universitaires dans l'équipe All-America célébrant les meilleures joueuses universitaires, la joueuse de champ extérieur intègre, à sa surprise, l'équipe olympique des Jeux d'Athènes avec qui elle obtient sa première médaille d'or olympique. Elle inscrit le premier point de la finale olympique. En 1998, elle frappe avec une moyenne au bâton de 45,7 %.
Berg contribue à la série de 112 victoires consécutives de l'équipe américain de softball qui s'arrête brutalement par trois défaites consécutives lors des Jeux olympiques d'Athènes en 2000. Elle est de nouveau décisive dans la finale olympique en inscrivant le coup sûr vainqueur dans la huitième manche pour donner le titre aux Américaines.
Elle tire sa référence après la finale olympique perdue contre les Japonaises lors des Jeux de 2008,,. Elle conclut sa carrière en frappant avec une moyenne au bâton de 46 % aux Jeux olympiques de Pékin. Berg devient entraîneuse assistante des Beavers d'Oregon State en 2012 et de l'équipe nationale américaine. L'année suivante, elle est promue entraîneuse principale des Beavers,. Continuant sa progression, elle devient entraîneuse de l'équipe nationale junior américaine en juin 2017 avant d'entraîneur l'équipe principale au début de l'année 2018,.

## Palmarès
| Date | Compétition                      | Lieu           | Rang |
| ---- | -------------------------------- | -------------- | ---- |
| 1994 | Championnat du monde de softball | Saint-Jean     | 1er  |
| 1996 | Jeux olympiques de 1996          | Atlanta        | 1er  |
| 1998 | Championnat du monde de softball | Fujinomiya     | 1er  |
| 1999 | Jeux panaméricains               | Winnipeg       | 1er  |
| 2000 | Jeux olympiques de 2000          | Sydney         | 1er  |
| 2002 | Championnat du monde de softball | Saskatoon      | 1er  |
| 2003 | Jeux panaméricains               | Saint-Domingue | 1er  |
| 2004 | Jeux olympiques de 2004          | Athènes        | 1er  |
| 2006 | Championnat du monde de softball | Beijing        | 1er  |
| 2007 | Jeux panaméricains               | Rio de Janeiro | 1er  |
| 2008 | Jeux olympiques de 2008          | Beijing        | 2e   |